# Петрос Папагеоргиу
Петрос Н. Папагеоргиу (на гръцки: Πέτρος Ν. Παπαγεωργίου) е гръцки учен филилог и историк, византинист, от края на XIX - началото на XX век.

## Биография
Папагеоргиу е роден в 1859 година в южномакедонския град Солун. Учи филология в Гърция и Германия и археология в Италия. Публикува литературните си творби във вестници и списания в Цариград, Смирна и Берлин. В 1887 година посещава манастирите в Родопите в търсене на реликви и закодирани ръкописи. Изследванията му са публикувани в 1887 и 1889 година. Директор е на Сярската гръцка гимназия от 1879 до 1891 година. Пише за историята на Сяр и околностите.